# Knananiten
Die Knananiten oder Knanaya-Christen sind eine streng endogame Gruppierung innerhalb der Thomaschristen in Südindien und der Diaspora.

## Geschichte
Um 350 zogen 72 Familien chaldäischer Judenchristen mit ihrem Führer, dem reichen Kaufmann Thomas von Kinayi (auch Thomas von Kana oder Thomas von Kynai), einem Bischof namens Uraha Mar Yousef und mehreren Klerikern aus ihrer persischen Heimat an die Pfefferküste nach Südindien. Kynai oder Kana lag ca. 70 km südlich des heutigen Bagdad. Durch sie und ihre Geistlichen, die dem ostsyrischen (chaldäischen) Ritus folgten, kamen die Thomaschristen während ihrer Reise in Kontakt mit der Assyrischen Kirche des Ostens. Cheraman Perumal, der Herrscher von Malabar, nahm die Zugewanderten freundlich auf und gewährte ihnen das Recht, sich in Kodungallur niederzulassen. Später erhielten die Zugewanderten fürstliche Privilegien, die auf Kupferplatten gehalten wurden.
An der Pfefferküste, dem heutigen Kerala, lebten zu jener Zeit bereits die aus apostolischer Zeit herrührenden, auf die Missionstätigkeit des Apostels Thomas zurückgehenden Thomaschristen. Auch bei ihnen bestanden starke judenchristliche Traditionen, da der Apostel zunächst unter seinen dort als Gewürzhändler ansässigen Landsleuten missioniert hatte. Die Judenchristen vermischten sich jedoch schnell mit neuen Christen aus der einheimischen Bevölkerung. Die Zuwanderer unter Thomas von Kana, sogenannte Südisten oder Knananiten, waren hingegen stark endogam geprägt. Sie befolgten zwar den gleichen ostsyrischen Liturgieritus wie die indischen Thomaschristen, schotteten sich als ethnisch-religiöse Gruppe aber stark von ihnen ab. Sie durften nur untereinander heiraten, hatten ihre eigenen Pfarreien und verkehrten weitgehend nur unter ihresgleichen.
So blieb es auch unter der portugiesischen Kolonialherrschaft und bei der späteren Spaltung der gesamten Thomaschristen in einen größeren katholischen und in einen kleineren autokephalen Teil. In beiden Lagern lebten die Knananiten wieder abgesondert und endogam. Die katholischen Knananiten wurden am 29. August 1911 durch Papst Pius X. kraft der Apostolischen Konstitution In universi christiani zum exklusiv für sie errichteten Apostolischen Vikariat Kottayam zusammengefasst. Am 21. Dezember 1923 wandelte Papst Pius XI. dieses Vikariat durch die Apostolische Konstitution Romani Pontifices zur regulären Diözese (Eparchie) um. Papst Benedikt XVI. erhob sie am 12. Mai 2005 zur Erzeparchie.

## Heutige Situation
Es gibt heute in Indien ca. 300.000 knananitische Christen; 200.000 gehören zur syro-malabarischen Kirche, 100.000 zur Malankara syrisch-orthodoxen Kirche. In beiden Kirchen bilden die Knananiten eine streng endogame ethnische Gruppierung mit eigenen Bischöfen und eigenem Klerus. Diese Endogamie geht so weit, dass ein syro-malabarischer Knananite zwar eine orthodoxe Knananitin heiraten kann, aber niemals eine nicht-knananitische Angehörige der eigenen syro-malabarischen Kirche. Um ihre ethnische Gruppierung rein zu halten, missionieren und evangelisieren die Knanatiten auch nicht – obwohl das eigentlich dem christlichen Missionsauftrag widerspricht. Es ist auch nicht möglich, durch Konversion oder Beitritt Mitglied ihrer Gemeinschaft zu werden. Allerdings wird Endogamie jetzt als Kastendünkel in der Gemeinde verstanden und daher vermieden, obwohl wirtschaftlich gutgestellte Mitglieder weiterhin dieser Praxis folgen, um ihren Reichtum für einen engen Kreis zu sichern.
Für die katholischen Knananiten errichtete Papst Pius X. am 29. August 1911 exklusiv das Apostolische Vikariat Kottayam. Am 21. Dezember 1923 wandelte es Pius XI. unter Bischof Alexander Chulaparambil (1877–1951) in eine reguläre Diözese (Eparchie) um, Benedikt XVI. erhob es 2005 zur Erzeparchie.
Die syrisch-orthodoxe Knananiten-Diözese in Chingavanam wurde 1910 errichtet und 2007 von Patriarch Ignatius Zakka I. Iwas zum Erzbistum erhoben. Sie hat heute (2008) einen Erzbischof, Kyriakose Mar Sevarios, und drei Bischöfe, 117 Priester und 103 Pfarreien, davon 24 auswärtige.